# Wykoff
Wykoff és una població dels Estats Units a l'estat de Minnesota. Segons el cens del 2000 tenia 460 habitants.

## Demografia
Segons el cens del 2000, Wykoff tenia 460 habitants, 207 habitatges, i 138 famílies. La densitat de població era de 187 habitants per km².
Dels 207 habitatges en un 24,6% hi vivien nens de menys de 18 anys, en un 55,1% hi vivien parelles casades, en un 9,2% dones solteres, i en un 33,3% no eren unitats familiars. En el 28,5% dels habitatges hi vivien persones soles l'11,6% de les quals corresponia a persones de 65 anys o més que vivien soles. El nombre mitjà de persones vivint en cada habitatge era de 2,22 i el nombre mitjà de persones que vivien en cada família era de 2,68.
Per edats la població es repartia de la següent manera: un 20,2% tenia menys de 18 anys, un 7,8% entre 18 i 24, un 23,9% entre 25 i 44, un 22% de 45 a 60 i un 26,1% 65 anys o més.
L'edat mediana era de 43 anys. Per cada 100 dones de 18 o més anys hi havia 95,2 homes.
La renda mediana per habitatge era de 30.625$ i la renda mediana per família de 38.875$. Els homes tenien una renda mediana de 27.083$ mentre que les dones 22.083$. La renda per capita de la població era de 17.956$. Entorn de l'1,4% de les famílies i el 6,4% de la població estaven per davall del llindar de pobresa.

## Poblacions més properes
El següent diagrama mostra les poblacions més properes.